# Salam de biscuiți

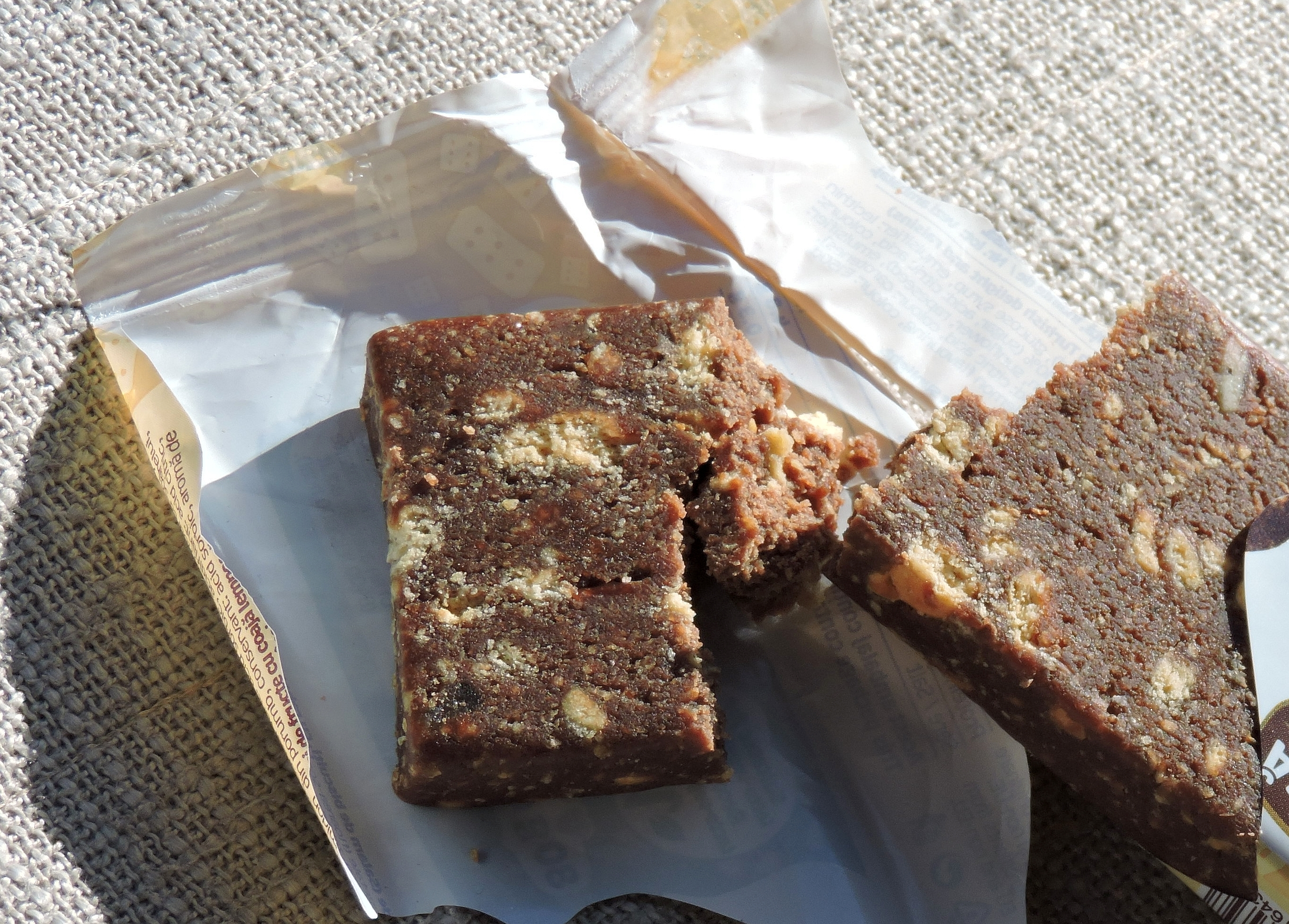
Une tranche de salam de biscuiți.

Le salam de biscuiți, littéralement le « salami de biscuits », est une pâtisserie roumaine au chocolat, élaborée avec des biscuits secs, des loukoums et parfumée au rhum, qui doit son nom à sa forme cylindrique qui rappelle le saucisson et aux loukoums qui font penser au gras du saucisson.

## Histoire
Le salam de biscuiți a été créé par les ménagères durant les années de privation causée par le communisme, quand les Roumains avaient peu de choix de douceurs dans les magasins. Des biscuits secs type Petit Beurre, des loukoums, de la poudre de cacao, du sucre, du lait, du beurre et du rhum sont les principaux ingrédients de cette recette. De nos jours encore, malgré la présence de nouveaux gâteaux, le salam de biscuiți continue d'être consommé. On peut également le trouver en conditionnements industriels, sous forme de petit pavé.

## Préparation
On casse les biscuits secs en morceaux et on les trempe dans du lait pour les ramollir. On mélange les biscuits avec du chocolat en poudre, les loukoums et le rhum. On enroule la préparation dans un film de cellophane qu'on place ensuite dans le réfrigérateur afin de faire durcir le gâteau.

## Consommation
Il faut enlever la cellophane comme quand on enlève la peau du saucisson, et on déguste le salam de biscuiți en tranche.